# الدارالاعلى (إب)

تعديل مصدري - تعديل

الدارالاعلى محلة تابعة لقرية الشبر، التابعة لعزلة جبل معود بمديرية إب إحدى مديريات محافظة إب في الجمهورية اليمنية.، بلغ تعداد سكانها 94 حسب تعداد اليمن لعام 2004.